# Libanesische Bergotter
Die Libanesische Bergotter (Montivipera bornmuelleri, Syn.: Vipera bornmuelleri) ist eine Art der Bergottern (Montivipera) innerhalb der Vipern (Viperidae). Ihre Verbreitung ist auf den Libanon und das Grenzgebiet zu Syrien am Hermon in den Golanhöhen beschränkt.

## Merkmale
Die Libanesische Bergotter erreicht eine durchschnittliche Länge von etwa 50 cm und eine Maximallänge von bis zu 75 cm am Hermon. Die Grundfarbe reicht von grau über graubraun bis zu einem dunkleren Braunton. Als Jungtier hat die Schlange eine Rückenzeichnung aus einem dunklen Zickzackband und ähnelt darin der Kleinasiatischen Bergotter (V. xanthina). Später hellen sich die Zentralbereiche des Zickzackmusters auf und es verbleibt eine unregelmäßige Barrenzeichnung mit Querbalken und -flecken. An den Körperseiten haben die Tiere zudem weit auseinanderstehende dunkle Flecken. Der Hinterkopf trägt zwei halbmondförmige Flecken, die individuell auch zu einer V-Zeichnung werden können. Von der Schläfe zieht sich ein Schläfenband über die Augen bis zum Mundwinkel.
Der Kopf ist deutlich vom Hals abgesetzt. Die Augen sind klein und besitzen eine vertikale Pupille. Die Kopfoberseite ist mit 42 bis 58 kleinen Einzelschuppen bedeckt, wobei sich an der schmalsten Stelle zwischen den deutlich über die Augenränder ragenden Überaugenschilden (Supraocularia) 6 bis 9 Schuppen befinden. Unterhalb der Augen befinden sich zwei Reihen von Unteraugenschilden (Supraocularia), darunter liegen 9 Oberlippenschilde (Supralabialia). Die Körperschuppen sind gekielt. Um die Körpermitte liegen meistens 23, seltener 21 Schuppenreihen. Die Unterschwanzschilde (Subcaudalia) sind wie bei allen Arten der Gattung geteilt.

## Verbreitung und Lebensraum

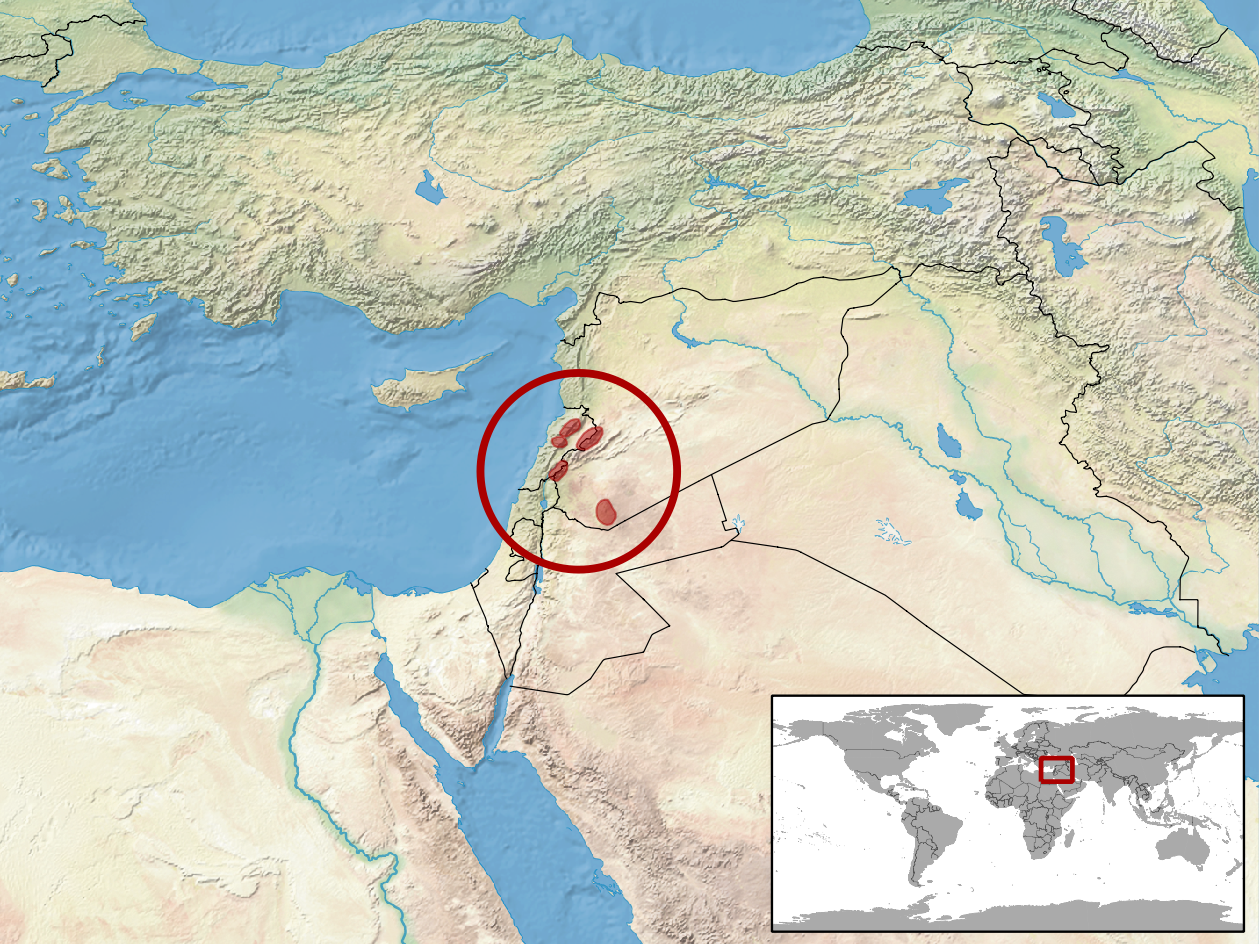
Verbreitungsgebiet

Die Libanesische Bergotter ist nur in den höheren Berglagen des Libanon sowie am Hermon auch im libanesisch-syrischen Grenzgebiet zu finden. Als Lebensraum bevorzugen die Tiere vegetationsreiche und durch Schutt gekennzeichnete Berghänge in Höhen von 1600 bis 2000 m NN. Dabei sind sie besonders häufig in den Zedernwäldern der Region anzutreffen, wobei sie wahrscheinlich eine gewisse Luftfeuchtigkeit brauchen.

## Lebensweise
Über die Lebensweise der Libanesischen Bergotter ist nur sehr wenig bekannt. Sie ist relativ träge, kann jedoch bei Bedrohung sehr schnell zubeißen. Als Warnlaut gibt sie ein deutliches Zischen ab. Sie ernährt sich vor allem von Kleinsäugern wie Mäusen und Ratten. Sie ist lebendgebärend (ovivivipar) und bringt 5 bis 18 Jungschlangen zur Welt, bei Erstgeburten auch nur zwei.

## Systematik
Die taxonomische Einordnung der Art befindet sich aktuell in der Diskussion, daher finden sich in der Literatur zwei alternative Gattungsbezeichnungen. Traditionell wurde die Bergotter der Gattung Vipera zugeordnet und bildete innerhalb dieser einen Artkomplex mit einer Reihe weiterer Arten, der als Vipera xanthina-Komplex bezeichnet wird. Alle Arten innerhalb dieses Komplexes teilen anatomische Merkmale mit der Bergotter und leben über den kleinasiatischen Raum verstreut in größeren Höhen relativ isolierter Berglandschaften.
Einschließlich der Bergotter gehören der Gattung Montivipera heute folgende Arten an:
- M. albicornuta
- M. albizona
- Libanesische Bergotter (M. bornmuelleri)
- Taurische Bergotter (M. bulgardaghica)
- Elburs-Bergotter (M. latifii)
- Armenische Bergotter (M. raddei)
- Wagners Bergotter (M. wagneri)
- Kleinasiatische Bergotter (M. xanthina)

Einige dieser Arten galten bis vor wenigen Jahren als Unterarten der Kleinasiatischen Bergotter, dabei ist der Artstatus beispielsweise von V. bulgardaghica oder V. albicornuta bis heute umstritten.
1999 wurde für diesen Komplex eine Auslagerung aus der Gattung Vipera unter dem neuen Gattungsnamen Montivipera vorgeschlagen, der sich in der Literatur allerdings nur bedingt durchsetzen konnte. So führen Joger und Nilson 2005 die Bergotter unter dem Artnamen Montivipera xanthina und die Datenbank The Reptile Database hat die Gattung Montivipera als eigene Gattung aufgestellt und von Vipera getrennt. Mallow et al. 2003 führt diese und die anderen Arten jedoch weiterhin unter den etablierten Namen innerhalb der Gattung Vipera und ordnen sie der Untergattung Montivipera zu.
Durch Lenk et al. 2001 wurde die Monophylie der Montivipera-Arten als eigenes Taxon über immunologische Untersuchungen bestätigt. Diese stellen entsprechend den Ergebnissen allerdings die Schwestergruppe zweier Großvipern-Arten (Macrovipera) innerhalb eines Komplexes aus Daboia, Macrovipera und den Montivipera-Arten dar, wodurch die Gattung Vipera mit Einbeziehung der Untergattung Montivipera nicht mehr als natürliche Verwandtschaftsgruppe mit allen Abkömmlingen einer Stammart (monophyletische Gruppe) haltbar und als paraphyletisch zu betrachten ist.
| N.N. | \| \| Montivipera \| \| \| \| \| \| Macrovipera \| \| \| \| |
|      | \| \| Montivipera \| \| \| \| \| \| Macrovipera \| \| \| \| |
|      | Daboia                                                      |
|      |                                                             |
|      | Montivipera                                                 |
|      |                                                             |
|      | Macrovipera                                                 |
|      |                                                             |

|  | Montivipera |
|  |             |
|  | Macrovipera |
|  |             |

| N.N. | \| \| Montivipera \| \| \| \| \| \| Macrovipera \| \| \| \| |
|      | \| \| Montivipera \| \| \| \| \| \| Macrovipera \| \| \| \| |
|      | Daboia                                                      |
|      |                                                             |
|      | Montivipera                                                 |
|      |                                                             |
|      | Macrovipera                                                 |
|      |                                                             |

|  | Montivipera |
|  |             |
|  | Macrovipera |
|  |             |

| N.N. | \| \| Montivipera \| \| \| \| \| \| Macrovipera \| \| \| \| |
|      | \| \| Montivipera \| \| \| \| \| \| Macrovipera \| \| \| \| |
|      | Daboia                                                      |
|      |                                                             |
|      | Montivipera                                                 |
|      |                                                             |
|      | Macrovipera                                                 |
|      |                                                             |

|  | Montivipera |
|  |             |
|  | Macrovipera |
|  |             |

| N.N. | \| \| Montivipera \| \| \| \| \| \| Macrovipera \| \| \| \| |
|      | \| \| Montivipera \| \| \| \| \| \| Macrovipera \| \| \| \| |
|      | Daboia                                                      |
|      |                                                             |
|      | Montivipera                                                 |
|      |                                                             |
|      | Macrovipera                                                 |
|      |                                                             |

|  | Montivipera |
|  |             |
|  | Macrovipera |
|  |             |

| N.N. | \| \| Montivipera \| \| \| \| \| \| Macrovipera \| \| \| \| |
|      | \| \| Montivipera \| \| \| \| \| \| Macrovipera \| \| \| \| |
|      | Daboia                                                      |
|      |                                                             |
|      | Montivipera                                                 |
|      |                                                             |
|      | Macrovipera                                                 |
|      |                                                             |

|  | Montivipera |
|  |             |
|  | Macrovipera |
|  |             |

| N.N. | \| \| Montivipera \| \| \| \| \| \| Macrovipera \| \| \| \| |
|      | \| \| Montivipera \| \| \| \| \| \| Macrovipera \| \| \| \| |
|      | Daboia                                                      |
|      |                                                             |
|      | Montivipera                                                 |
|      |                                                             |
|      | Macrovipera                                                 |
|      |                                                             |

|  | Montivipera |
|  |             |
|  | Macrovipera |
|  |             |

| N.N. | \| \| Montivipera \| \| \| \| \| \| Macrovipera \| \| \| \| |
|      | \| \| Montivipera \| \| \| \| \| \| Macrovipera \| \| \| \| |
|      | Daboia                                                      |
|      |                                                             |
|      | Montivipera                                                 |
|      |                                                             |
|      | Macrovipera                                                 |
|      |                                                             |

|  | Montivipera |
|  |             |
|  | Macrovipera |
|  |             |

| N.N. | \| \| Montivipera \| \| \| \| \| \| Macrovipera \| \| \| \| |
|      | \| \| Montivipera \| \| \| \| \| \| Macrovipera \| \| \| \| |
|      | Daboia                                                      |
|      |                                                             |
|      | Montivipera                                                 |
|      |                                                             |
|      | Macrovipera                                                 |
|      |                                                             |

|  | Montivipera |
|  |             |
|  | Macrovipera |
|  |             |

Diese Ansicht wird bestätigt durch Garrigues et al. 2004, in dem die Vipern eine europäische Sektion aus verschiedenen Vipera-Arten sowie eine orientalische Sektion aus den benannten Gattungen Daboia und Macrovipera sowie den Montivipera-Arten bilden. Heute werden entsprechend alle Arten des xanthina-Kolmplexes der Gattung Montivipera zugeschlagen.

## Schlangengift
Das Gift der Libanesischen Bergotter ist stark hämotoxisch, eine ärztliche Behandlung mit einem adäquaten Antivenin ist notwendig.

## Belege
1. ↑  G. Nilson, C. Andrés: The mountain vipers of the middle east – The Vipera xanthina complex (Reptilia, Viperidae). (= Bonner zoologische Monographien. Nr. 20). Bonn 1986, ISBN 3-925382-20-8.
2. ↑  Alle Angaben nach Mallows et al. 2003.
3. ↑  Montivipera In: The Reptile Database; abgerufen am 7. Januar 2011.
4. ↑  P. Lenk, S. Kalayabina, M. Wink, U. Joger: Evolutionary relationships among the true vipers (Reptilia: Viperidae) inferred from mitochondrial DNA sequences. In: Molecular Phylogenetics and Evolution. 19, 2001, S. 94–104. (Volltext-PDF)
5. ↑  Thomas Garrigues,  Catherine Dauga, Elisabeth Ferquel, Valérie Choumet, Anna-Bella Failloux: Molecular phylogeny of Vipera Laurenti, 1768 and the related genera Macrovipera (Reuss, 1927) and Daboia (Gray, 1842), with comments about neurotoxic Vipera aspis aspis populations. In: Molecular Phylogenetics and Evolution. 35 (1), 2005, S. 35–47.
6. ↑  Nikolaus Sümple, Ulrich Joger: Recent advances in phylogeny and taxonomy of Near and Middle Eastern Vipers – an update. In: ZooKeys. 31, Special Issue, 2009. (PDF-Download (Memento des Originals vom 8. Januar 2010 im Internet Archive)  Info: Der Archivlink wurde automatisch eingesetzt und noch nicht geprüft. Bitte prüfe Original- und Archivlink gemäß Anleitung und entferne dann diesen Hinweis.).